# نوري أبو سهمين
نوري علي أبوسهمين سياسي ليبي أمازيغي ولد في 16 مايو 1956. انتخب في 7 يوليو/ تموز 2012 نائبًا عن مدينة زوارة في المؤتمر الوطن العام الليبي (أول برلمان منتخب بعد ثورة 17 فبراير التي أطاحت بحكم معمر القذافي). داخل المؤتمر الوطني «البرلمان» تم انتخاب أبوسهمين مقررًا للمؤتمر واستمر في منصبه إلى أن تم إقرار قانون العزل السياسي، الذي أدى إلى استقالة محمد المقريف رئيس المؤتمر الوطني العام. وانتخب بوسهمين في 24 يونيو 2013 رئيسا للمؤتمر الوطني العام بـ96 صوتا مقابل 80 صوتًا لمنافسه الشريف الوافي، وقد جاء رئيسًا للمؤتمر خلفًا لمحمد المقريف بعد إقرار قانون العزل السياسي.
أبو سهمين مجاز بالحقوق من جامعة بنغازي عام 1978، ويعد أول أمازيغي يشغل هذا المنصب في ليبيا الذي كان يمثل في ذلك الوقت منصب رئيس الدولة وفق الإعلان الدستوري.
شغل «أبو سهمين» منصب رئيس المكتب القانوني للشركة العامة للصناعات الكيماوية «مصنع أبي كماش للصناعات الكيماوي» منذ 1978 وحتى العام 1985، وتولى منصب مدير إدارة التسويق بالشركة من 1985 حتى 1990، ثم شغل منصب عضو لجنة الإدارة ومدير عام للشؤون التجارية بالشركة من 1990 حتى العام 1994.

## أحداث مفصلية
وصل أبو «سهمين» لكرسي الرئاسة في مرحلة تعيش فيها ليبيا ظروفًا قاسية، وفي ظل صراع على النفوذ والسلطة بين أطراف سياسية وعسكرية مختلفة يتهم بعضها بتنفيذ أجندات خارجية. في نوفمبر/ تشرين ثان ٢٠١٣ وبعد ٥ شهور أشهر من توليه المنصب، أطلقت قوى سياسية وعسكرية معارضة له حملة للإطاحة به وبالمؤتمر الوطني العام سميت بــ«حراك لا للتمديد». تعرض حينها مقر المؤتمر الوطني العام لهجمات من قوى معارضة ترى بأن ولايته تنتهي في 7 فبراير/ شباط 2014، حيث اقتحمت كتائب الصواعق والقعقاع مقر المؤتمر أكثر من مرة قامت في إحداها بإطلاق النار على الأعضاء وأصابت عددًا منهم.
في مارس/ آذار 2014، تداولت صفحات على مواقع التواصل الاجتماعي فيديو يظهر فيه «نوري أبو سهمين» في حوار مع «هيثم التاجوري» قائد مليشيا مسلحة كانت تتمركز في العاصمة طرابلس، حيث اقتحمت الميليشيا مسكنه دون إذن واستجوبته بشأن امرأتين كانتا في زيارة له، وكانت إحداهما مديرة مكتبه. اتهم «أبوسهمين» فيما بعد «محمود جبريل» و «جمعة الأسطى» وشخص آخر بتدبير مكيدة له لتشويه سمعته والنيل منه، ورفع بلاغًا بذلك إلى النائب العام في طرابلس.
في أغسطس/ آب 2014، كان «أبوسهمين» يستعد لتسليم السلطة لمجلس النواب الجديد الذي تم انتخابه في يونيو/ حزيران 2014، إلا أنّ أعضاء البرلمان الجديد رفضوا الذهاب لطرابلس لتسلم السلطة من المؤتمر الوطني العام وعقدوا جلسة في طبرق.
في 6 نوفمبر/ تشرين ثان 2014، قضت الدائرة الدستورية في المحكمة العليا «بعدم دستورية الفقرة الحادية عشرة من التعديل الدستوري السابع الصادر في مارس/ آذار 2014 وما ترتب عليه من آثار» وهو التعديل الذي انتخب بناء عليه مجلس النواب، وهو الحكم الذي أبطل انتخاب مجلس النواب وعادت السلطة بموجبه للمؤتمر الوطني العام الذي استمر في السلطة حتى اتفاق الصخيرات. كان «أبوسهمين» من أشدّ المعارضين لاتفاق الصخيرات بصيغته النهائية رغم أنه كان مشاركًا بوفد يمثل المؤتمر في الحوار الذي رعته البعثة الأممية، إلا أنه رفض الصيغة النهائية للاتفاق وطلب إضافة بعض التعديلات عليه وهو ماتم تجاهله من قبل البعثة الأممية.
استمر «أبوسهمين» في منصبه حتى اقتحمت منزله مجموعة من أعضاء المؤتمر السابقين الذين تحولوا إلى ما صار يعرف بالمجلس الأعلى للدولة برئاسة «عبد الرحمن السويحلي» وهو مجلس استشاري مستحدث وفق اتفاق الصخيرات.

## تيار يا بلادي
في يوليو/ تموز 2020، عقب توقّف الحرب التي شنها الجنرال المتقاعد خليفة حفتر على العاصمة طرابلس، والتي انتهت بهزيمة قواته وانتصار قوات حكومة الوفاق الليبية بدعم من الجيش التركي الذي تدخل وفقًا لاتفاقية وقعتها حكومة الوفاق مع حكومة تركيا في نوفمبر 2019، أعلن «نوري أبوسهمين» تأسيس تيار «يا بلادي»، وتم تسجيله رسميًا كحزب سياسي لدى لجنة شؤون الأحزاب السياسية بوزارة العدل. بحسب القائمين على التيار، فقد تمكن خلال عام واحد من تأسيسه من إنشاء 73 مكتبًا له داخل ليبيا وتسجيل أكثر من 30 ألف عضو.

## ترشحه للرئاسة
في نوفمبر/ تشرين ثان 2021 تقدم «أبوسهمين» بأوراق ترشحه للانتخابات الرئاسية التي كانت مقررة في 24 ديسمبر/ تشرين ثان 2021 لكنها لم تر النور بسبب القوة القاهرة وفقا للمفوضية الوطنية العليا للانتخابات في ليبيا.